# Rima (Jabrud)
Rima (arab. ريما) – miejscowość w Syrii, w muhafazie Damaszek. W 2004 roku liczyła 1034 mieszkańców.